# Auzits
 Auzits  (en occitnao Ausits) es una población y comuna francesa, situada en la región de Mediodía-Pirineos, departamento de Aveyron, en el distrito de Rodez y cantón de Rignac. Se encuentra en el Camino de Santiago.

## Demografía
| 1373 | 1128 | 1011 | 932 | 803 | 812 | 890 |
| Para los censos de 1962 a 1999 la población legal corresponde a la población sin duplicidades (Fuente: INSEE [Consultar]) |      |      |     |     |     |     |